# Rarmul Pama jezici
Rarmul Pama jezici, malena izumrla podskupina jezične skupine pama, porodice pama-nyunga, koji su se govorili na poluotoku Cape York u australskoj državi Queensland. 
Dva jezika koja su njome bila obuhvaćena su aghu tharnggalu [ggr] ili ikarranggali, kuku-mini i takalaku srodan thaypan ili kuku-thaypan [typ]

## Vanjske poveznice
- Ethnologue (14th)
- Ethnologue (15th)